# Paula Wagner

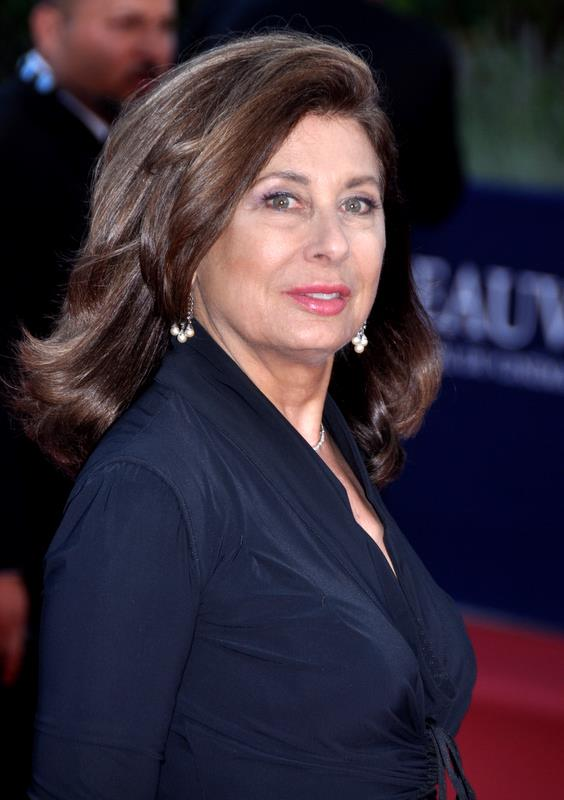
Paula Wagner beim Festival des amerikanischen Films in Deauville (2012)

Paula Wagner (* 12. Dezember 1946 als Paula Sue Kauffman in Youngstown, Ohio) ist eine US-amerikanische Filmproduzentin.

## Leben
Paula Wagner ist mit Rick Nicita verheiratet, einem früheren Agenten der Creative Artists Agency, mit dem sie zwei Söhne hat.

## Karriere
Nach dem Studium an der Carnegie Mellon University School of Drama in Pittsburgh, Pennsylvania begann Wagner ihre Karriere als Schauspielerin in verschiedenen Broadway- und Off-Broadway-Stücken. Sie spielte auch am Yale Repertory Theatre. Daneben erhielt sie kleine Rollen in Fernsehserien.
Wagner wurde später eine erfolgreiche Talentagentin an der Creative Artists Agency; ihre Klienten waren u. a. Kevin Bacon, Val Kilmer, Demi Moore, Liam Neeson, Oliver Stone und Tom Cruise. Cruise und Wagner gründeten zusammen Cruise/Wagner Productions im Jahre 1993. Zu ihren gemeinsamen Produktionen gehörten die ersten drei Teile der Mission-Impossible-Filmreihe, Vanilla Sky, Last Samurai und Krieg der Welten.
Anfang Oktober 2006 wurde bekannt, dass Cruise und Wagner mit der Leitung der in der Zwischenzeit von der Sony Corporation of America übernommenen Filmproduktionsgesellschaft United Artists (UA) beauftragt worden waren. Geplant war, dass Cruise pro Jahr an bis zu vier Filmen des Unternehmens mitwirken und Wagner die UA als Geschäftsführerin leiten sollte. Wagner verließ das Unternehmen jedoch bereits wieder im August 2008. In ihrer Zeit bei United Artists erschienen u. a. Robert Redfords Von Löwen und Lämmern (2007) und Bryan Singers Operation Walküre – Das Stauffenberg-Attentat (2008).
Im Laufe ihrer Karriere arbeitete Wagner mit namhaften Regisseuren wie Alejandro Amenábar, Cameron Crowe, Christopher McQuarrie, Brian De Palma, Billy Ray, Steven Spielberg, Robert Towne und Edward Zwick zusammen.

## Filmografie (Auswahl)
Schauspielerin
- 1977: Die Weltraum-Akademie (Space Academy, Fernsehserie, eine Folge)
- 1978: Loose Change (Miniserie, 2 Folgen)

Produzentin
- 1996: Mission: Impossible
- 1998: Grenzenlos
- 2000: Mission: Impossible II
- 2001: The Others
- 2001: Vanilla Sky
- 2002: Narc
- 2002: Hitting It Hard
- 2003: Shattered Glass
- 2003: Last Samurai
- 2004: Suspect Zero – Im Auge des Mörders (Suspect Zero)
- 2005: Krieg der Welten (War of the Worlds)
- 2005: Elisabethtown
- 2006: Ask the Dust
- 2006: Mission: Impossible III
- 2008: The Eye
- 2008: Death Race
- 2010: Death Race 2
- 2011: Five
- 2012: Jack Reacher
- 2016: Jack Reacher: Kein Weg zurück (Jack Reacher: Never Go Back)
- 2017: Marshall
- seit 2022: Reacher (Fernsehserie)